# Codsall

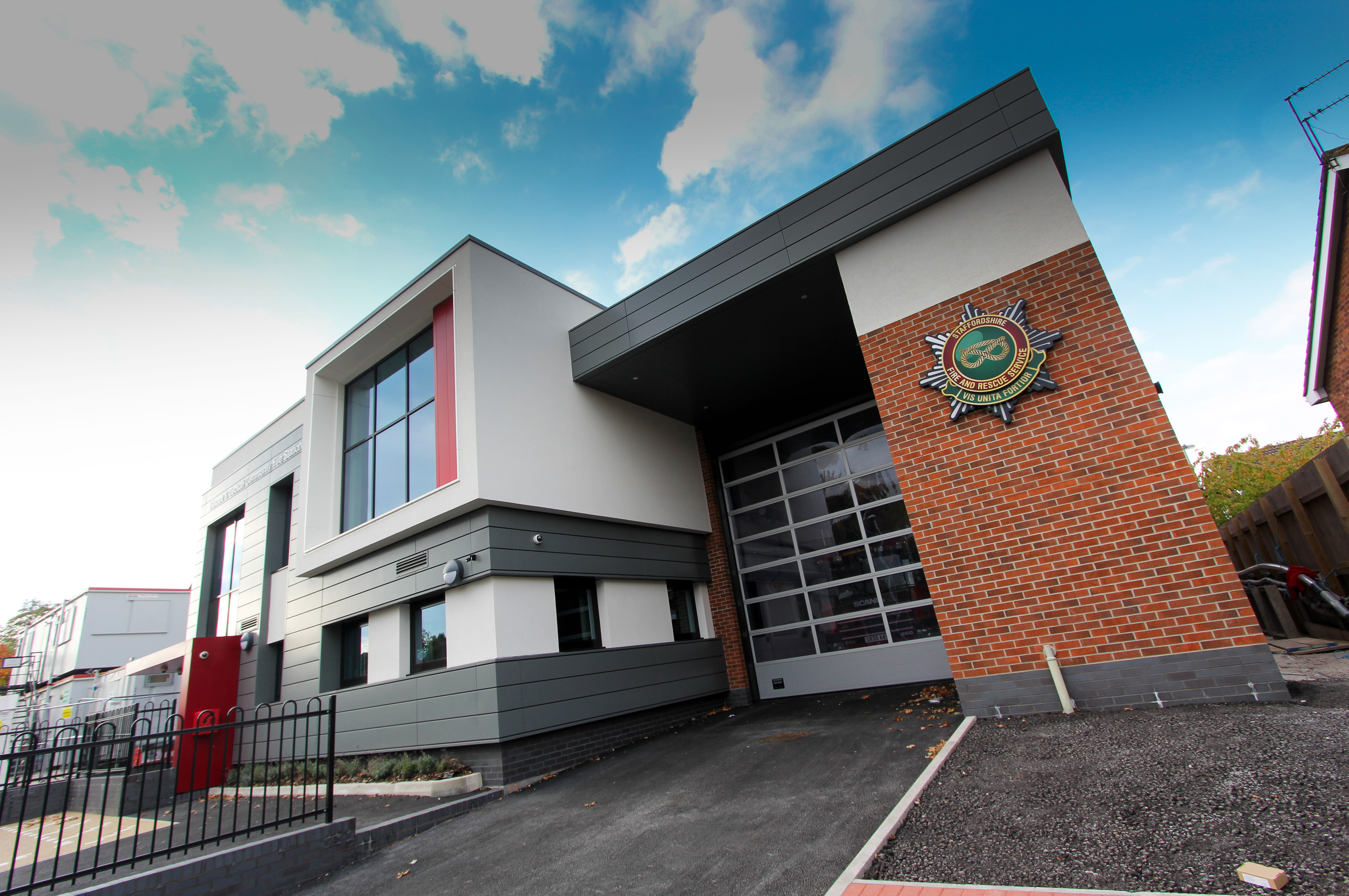

Codsall – wieś w Anglii, w hrabstwie Staffordshire, w dystrykcie South Staffordshire. Leży 21 km na południe od miasta Stafford i 189 km na północny zachód od Londynu.